# Eldridge Bay
Eldridge Bay är en vik i Kanada.   Den ligger i territoriet Nunavut, i den norra delen av landet, 3 800 km nordväst om huvudstaden Ottawa.